# Adessé
Adessé est une localité du sud est de la Côte d'Ivoire, et appartenant au département de Jacqueville, dans la région Grands-Ponts. La localité d'Adessé est un chef-lieu de commune.